# Jason Gardener
Jason John Gardener (Bath, 18 settembre 1975) è un ex velocista britannico, vincitore della medaglia d'oro ai Giochi olimpici di Atene 2004 nella staffetta 4×100 metri.

## Biografia
Gardener ottiene i suoi primi risultati di rilievo internazionale ai Mondiali juniores del 1994, piazzandosi al secondo posto nei 100 metri piani e contribuendo alla vittoria della staffetta 4×100 metri.
Nel 1998 è ancora argento, stavolta nei 60 metri piani, ai Campionati europei di atletica leggera indoor svoltisi a Valencia. L'anno seguente partecipa ai Campionati mondiali indoor, conquistando un bronzo nei 60 metri e stabilendo il record britannico della specialità. Durante la stagione all'aperto, al meeting Athletissima di Losanna, realizza quella che è tuttora la sua migliore prestazione nei 100 metri, con il tempo di 9"98. Ai Mondiali di Siviglia invece stabilisce con Darren Campbell, Marlon Devonish e Dwain Chambers il record britannico della 4×100 m, fermando il cronometro sul tempo di 37"73.
Il 2000 inizia bene per Gardener, con l'oro nei 60 metri ai Campionati europei indoor di Gand e con il record europeo nei 50 metri piani (5"61). In estate però si infortuna e si presenta in condizioni di forma non ottimali ai Giochi olimpici di Sydney 2000, non andando oltre i quarti di finale nei 100 metri.
Nel 2002 conferma il suo titolo dei 60 metri agli Europei indoor ed è oro anche ai Giochi del Commonwealth nella 4×100 metri. Negli anni successivi conferma la sua abilità nelle competizioni al coperto, con un bronzo ai Mondiali indoor 2003 ed un oro ai Mondiali indoor 2004, dove supera lo statunitense Shawn Crawford.
Nell'estate 2004 partecipa ai Giochi olimpici di Atene, dove conquista l'oro nella 4×100 m insieme a Darren Campbell, Marlon Devonish e Mark Lewis-Francis, con un 38"07 che rappresenta la miglior prestazione mondiale stagionale. I britannici, nuovamente con Gardener nel quartetto, non riescono a bissare il successo ai Mondiali di Helsinki l'anno successivo, dove ottengono un bronzo.
Nel marzo 2007 vince il suo quarto oro ai Campionati europei indoor di Birmingham. Il 3 agosto dello stesso anno prende parte per l'ultima volta ad una gara di atletica, gareggiando in una prova di staffetta 4×100 metri al London Grand Prix.

## Record nazionali

### Seniores
- 50 metri piani indoor: 5"61 ( Madrid, 16 febbraio 2000)
- Staffetta 4×100 metri: 37"73 ( Siviglia, 29 agosto 1999)  (Jason Gardener, Darren Campbell, Marlon Devonish, Dwain Chambers)

## Palmarès
| Anno                                | Manifestazione          | Sede       | Evento      | Risultato        | Prestazione | Note                                     |
| ----------------------------------- | ----------------------- | ---------- | ----------- | ---------------- | ----------- | ---------------------------------------- |
| In rappresentanza del Regno Unito   |                         |            |             |                  |             |                                          |
| 1994                                | Mondiali juniores       | Lisbona    | 100 m piani | Argento          | 10"25       |                                          |
| 1994                                | Mondiali juniores       | Lisbona    | 4×100 m     | Oro              | 39"60       |                                          |
| 1997                                | Mondiali indoor         | Parigi     | 60 m piani  | Semifinale       | 6"62        |                                          |
| 1998                                | Europei indoor          | Valencia   | 60 m piani  | Argento          | 6"59        |                                          |
| 1999                                | Mondiali indoor         | Maebashi   | 60 m piani  | Bronzo           | 6"46        | Record europeo                           |
| 1999                                | Mondiali                | Siviglia   | 100 m piani | 7º               | 10"07       |                                          |
| 1999                                | Mondiali                | Siviglia   | 4×100 m     | Argento          | 37"73       | Record europeo                           |
| 2000                                | Europei indoor          | Gand       | 60 m piani  | Oro              | 6"49        |                                          |
| 2000                                | Giochi olimpici         | Sydney     | 100 m piani | Quarti di finale | 10"27       |                                          |
| 2000                                | Giochi olimpici         | Sydney     | 4×100 m     | Batteria         | dq          |                                          |
| 2002                                | Europei indoor          | Vienna     | 60 m piani  | Oro              | 6"49        |                                          |
| 2003                                | Mondiali indoor         | Birmingham | 60 m piani  | Bronzo           | 6"55        |                                          |
| 2004                                | Mondiali indoor         | Budapest   | 60 m piani  | Oro              | 6"49        |                                          |
| 2004                                | Giochi olimpici         | Atene      | 100 m piani | Semifinale       | 10"12       |                                          |
| 2004                                | Giochi olimpici         | Atene      | 4×100 m     | Oro              | 38"07       |                                          |
| 2005                                | Europei indoor          | Madrid     | 60 m piani  | Oro              | 6"55        |                                          |
| 2005                                | Mondiali                | Helsinki   | 100 m piani | Semifinale       | 10"08       |                                          |
| 2005                                | Mondiali                | Helsinki   | 4×100 m     | Bronzo           | 38"27       | Miglior prestazione personale stagionale |
| 2007                                | Europei indoor          | Birmingham | 60 m piani  | Oro              | 6"51        |                                          |
| In rappresentanza dell' Inghilterra |                         |            |             |                  |             |                                          |
| 2002                                | Giochi del Commonwealth | Manchester | 4×100 m     | Oro              | 38"62       |                                          |

## Altre competizioni internazionali
1997
- Coppa Europa di atletica leggera ( Monaco di Baviera)